# L'affare Dreyfus (miniserie televisiva)
L'affare Dreyfus è uno sceneggiato televisivo trasmesso dalla Rai nel 1968, sull'allora programma nazionale (Rai 1). Andò in onda in due serate, nella prima serata di domenica 17 novembre e di martedì 19 novembre.
Era ispirato ad uno scandalo politico realmente accaduto ricordato appunto come l'affare Dreyfus che vide al centro Alfred Dreyfus, un ufficiale alsaziano che venne ingiustamente condannato, salvo poi essere riabilitato, per alto tradimento a favore dell'Impero tedesco. A margine dell'affaire - che sconvolse l'Europa politica di fine Ottocento - divenne celebre il famoso J'accuse di Émile Zola.
La sceneggiatura della fiction era di Flavio Niccolini e Leandro Castellani, che curava anche la regia televisiva.